# Feldtelefon 50

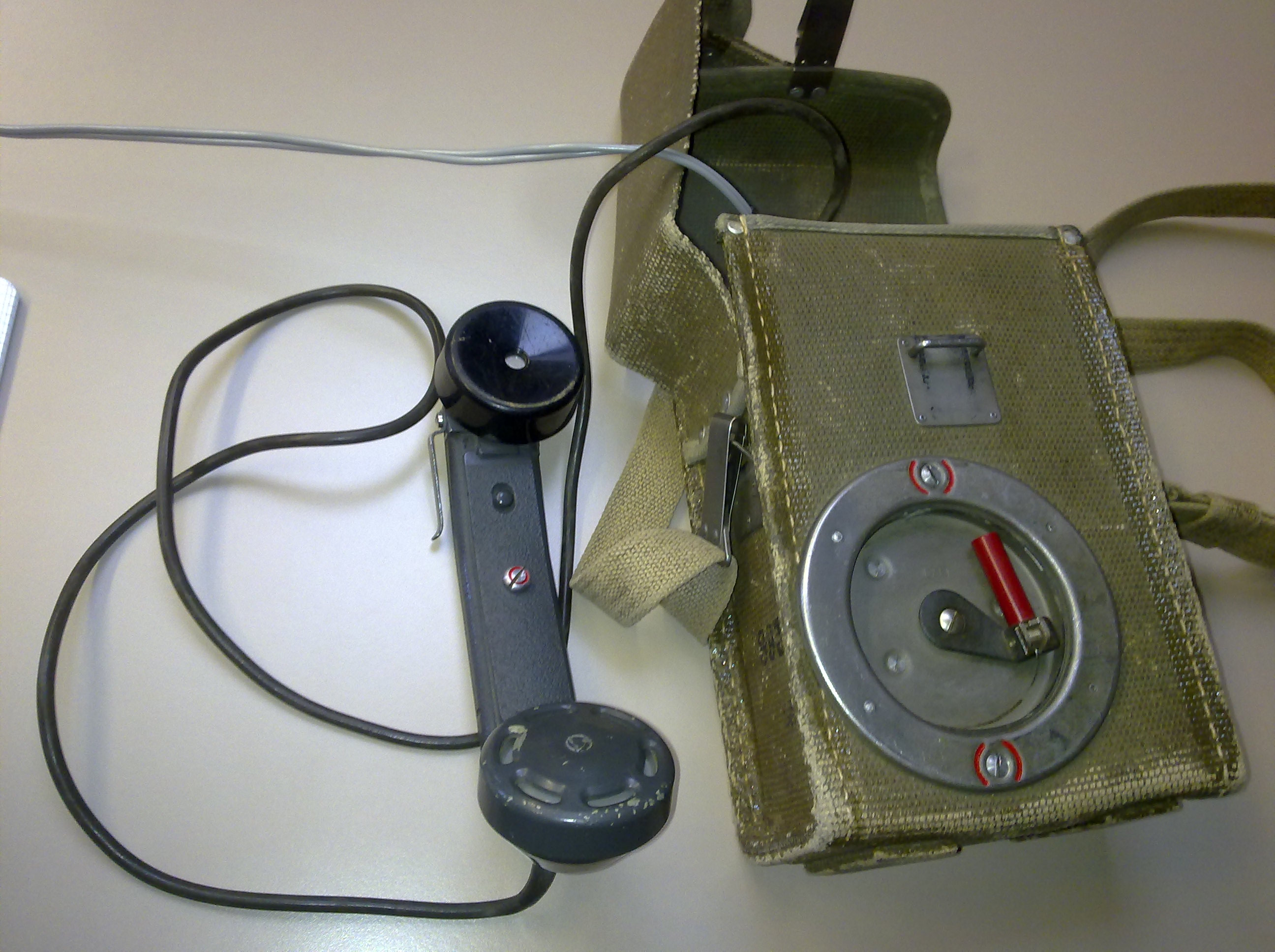
Feldtelefon 50

Das Feldtelefon 50 (Ftf 50) der Schweizer Armee trägt seinen Namen auf Grund des Jahres 1950, in dem es zum ersten Mal beschafft wurde. Das Feldtelefon wurde vom Albiswerk Zürich AG (heute Siemens) 1948–1950 entwickelt und 1951–1960 produziert.

## Bestandteile
Das 2,6 kg schwere Feldtelefon 50 hat eine Abmessung von 150 × 100 × 225 mm. Es ist in einem quaderförmigen Schutzmantel aus grünem Segeltuch eingepackt, an dem ein Tragriemen aus demselben Material befestigt ist. Im Innern befindet sich das eigentliche Telefon, das mit einer 1,5-Volt-Batterie betrieben wird. Als Sprecheinrichtung dient das sogenannte Mikrotel, ein üblicher Hörer mit Hörermuschel und Mikrofon. Das Telefon umgebende Segeltuch lässt auf der Vorderseite eine kreisförmige Öffnung für die Kurbel frei, durch deren Betätigung das Rufsignal bei der Gegenstation ausgelöst wird. Das Rufsignal wird durch einen Kurbelinduktor erzeugt. Zwei Drahtklemmen am oberen Ende des Apparates dienen der Befestigung der Drahtenden von Telefonleitungen.

## Verwendung

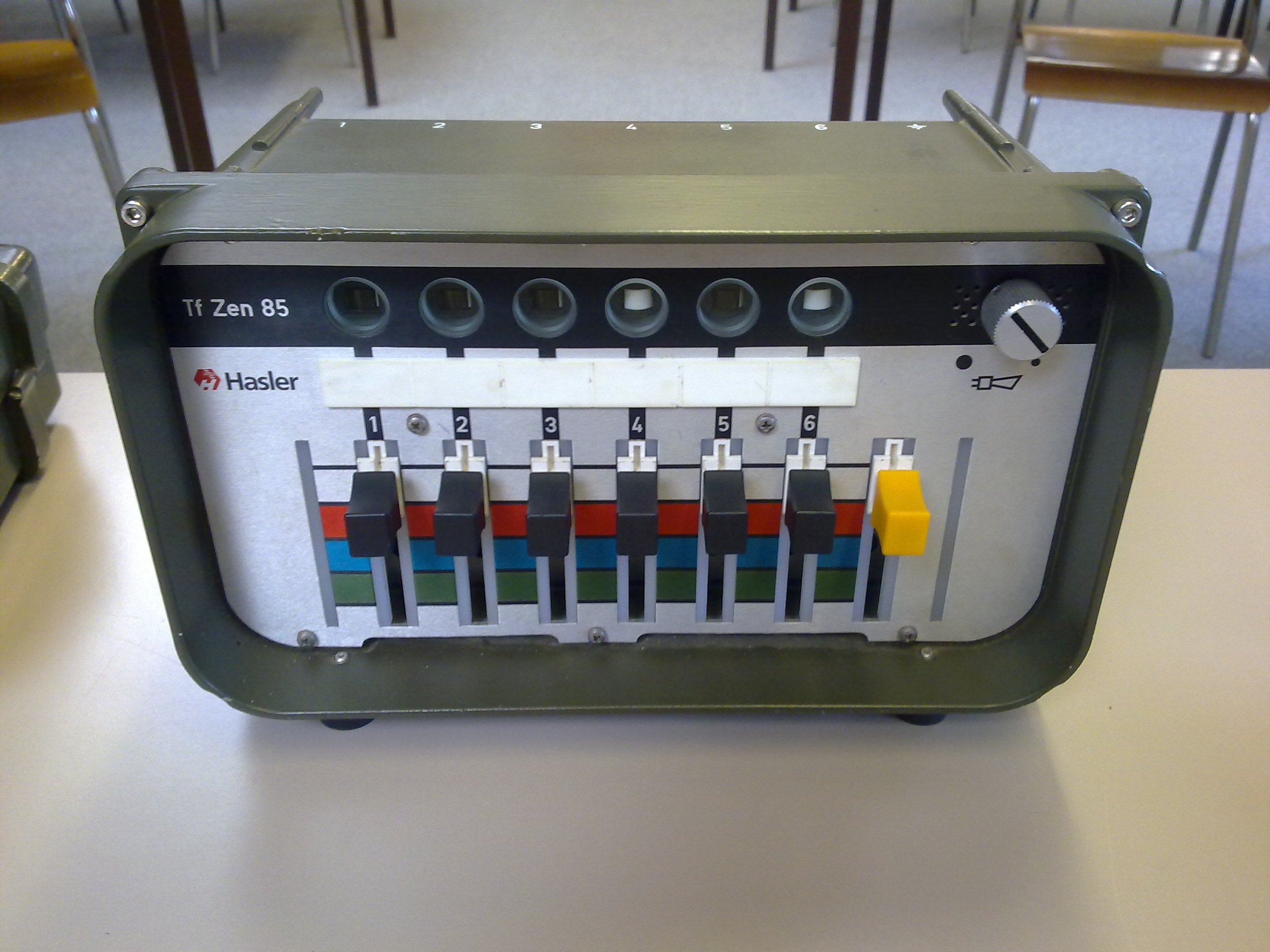
Telefonzentrale 85

Das Feldtelefon 50 wird seit 1952 von sämtlichen Truppen der Schweizer Armee sowohl für Punkt-zu-Punkt-Verbindungen wie auch als Telefon mit Festnetznummer verwendet.
Für die erstgenannte Variante werden zwei Feldtelefone mit Telefondraht verbunden.

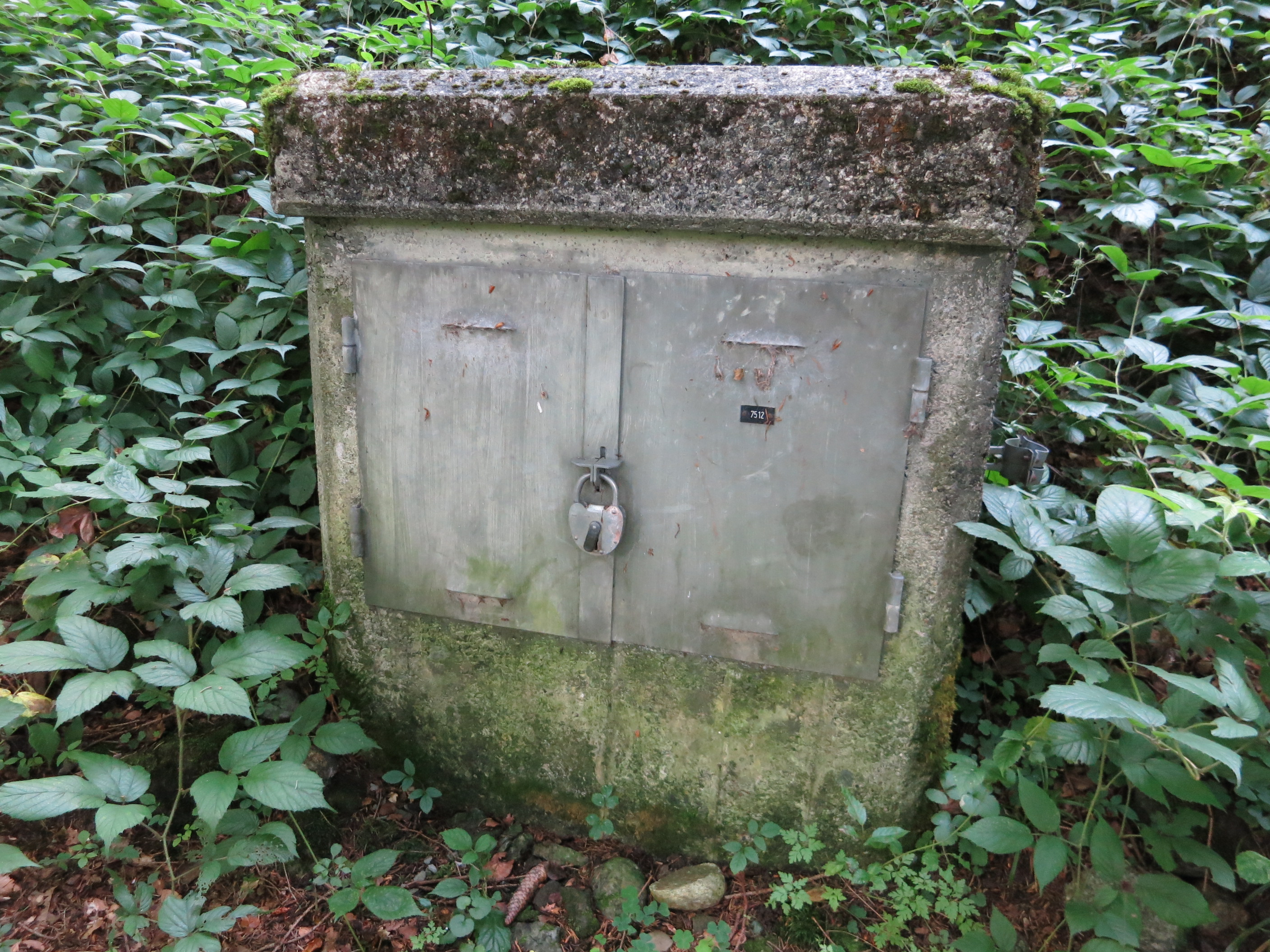
Feldanschlusskasten Fak

Bei der zweiten Variante wird das Telefon an speziell für die Armee reservierte Leitungen oder einen Feldanschlusskasten (Fak) angeschlossen. Es ist nun eine Verbindung zu ihr über jedes beliebige Telefon möglich. Beim Anschluss an die in der Armee gebräuchliche Telefonzentrale 85 (bis 1993 Feld-Telefonzentrale 1957) können auch sämtliche Telefonnummern vom Feldtelefon aus angerufen werden.
Steht nur ein normaler Telefonanschluss zur Verfügung, kann das Telefon auch mit dem Wählscheibenzusatz des Armeetelefons 53 (Atf 53) gekoppelt werden. Nebst dem separaten Wählscheibenzusatz ist das Atf 53 technisch mit dem Ftf 50 baugleich. Es ist jedoch aufgrund seines Blechgehäuses nicht allwettertauglich wie das Ftf 50 und eher für Bunkerverkabelungen geeignet.

## Gründe für die Verwendung
Die Vorteile des Feldtelefon 50 liegen in seiner kompakten und leichten Bauweise, seiner Fähigkeit, starken Belastungen durch Stösse, Schläge oder die Witterung standzuhalten und der Unmöglichkeit, es ohne Kontakt zur Leitung abzuhören. Der letzte Punkt macht es auch zu einer wichtigen Ergänzung gegenüber anderen militärischen Kommunikationsmitteln wie z. B. dem Funk.